# 鹿嶋市
鹿嶋市（かしまし）は、茨城県南東部の鹿行地域に位置する市。

## 概要
常陸国一宮である鹿島神宮の鳥居前町として古くから知られた。太平洋と北浦、さらにそこからつながる霞ヶ浦、利根川水系に挟まれた位置にあるため水運の要地であったが、明治時代以降は物流・旅客の中心が鉄道など陸路に移って水運が廃れ、一時は「陸の孤島」とも呼ばれた。砂が多く農地としてはやせており生活は苦しかったが、上記のように湖や川が近く工業用水が豊富だったため、昭和30年代後半、南隣の神栖市にまたがって堀込式港湾である鹿島港を建設し、重工業を誘致する「鹿島開発」計画が始動。昭和40年代以降は鹿島臨海工業地帯が形成され、鉄鋼会社や石油コンビナートが立地する工業都市となった。
特に、鹿島製鉄所を建設して、関西から関東へと進出した住友金属工業（住金）の存在感は大きく、住友金属工業蹴球団から発展したJリーグ鹿島アントラーズのホームスタジアム（メルカリスタジアム）やクラブハウスがあることで、関東有数の「サッカーの街」にもなった。住金の合併で誕生した日本製鉄の企業城下町と形容されることもある。
現在の鹿嶋市は、1995年（平成7年）に旧鹿島郡鹿島町が同郡大野村を編入して市制を施行した自治体である。合併以前は鹿島神宮や鹿島アントラーズ同様「島」の字が使われ「嶋」の字を一般に使用する習慣はなかった。合併に際し旧鹿島町は、鹿島神宮や鹿島アントラーズの知名度などを理由に合併後の市名をそのまま「鹿島市」とすることを希望していたが、既に佐賀県に鹿島市が存在しており、重複を避けるために「鹿嶋神宮」（『延喜式神名帳』における表記）にちなみ異体字の「嶋」を用いて「鹿嶋」に自治体名を改めた。
この名残で、現在でも市内では鹿島アントラーズのほかにも鹿嶋市立鹿島中学校、日本製鉄東日本製鉄所鹿島地区など「鹿島」の表記が団体・施設・企業などとしてごく一般的に使われている。

## 地理

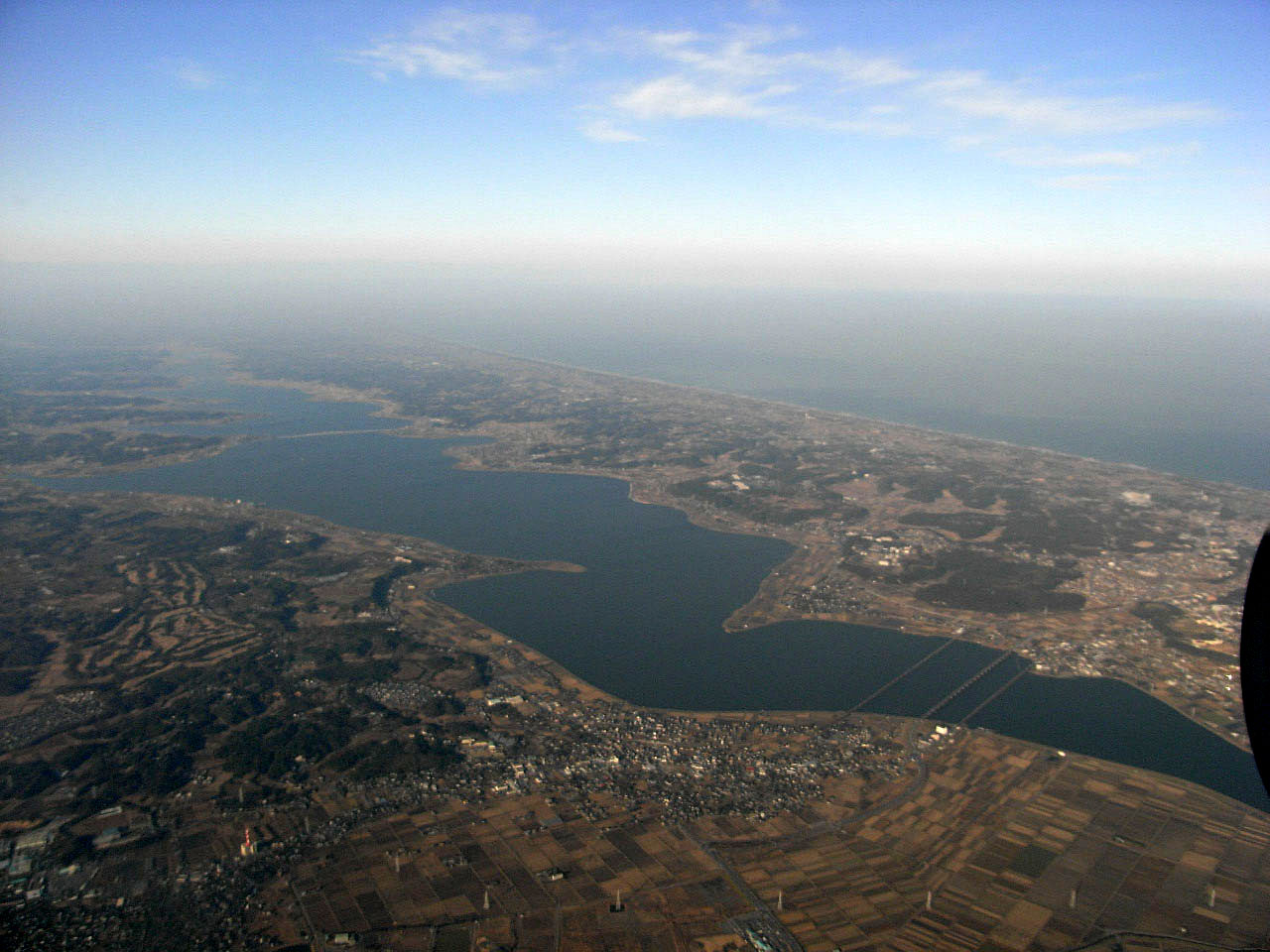
北浦

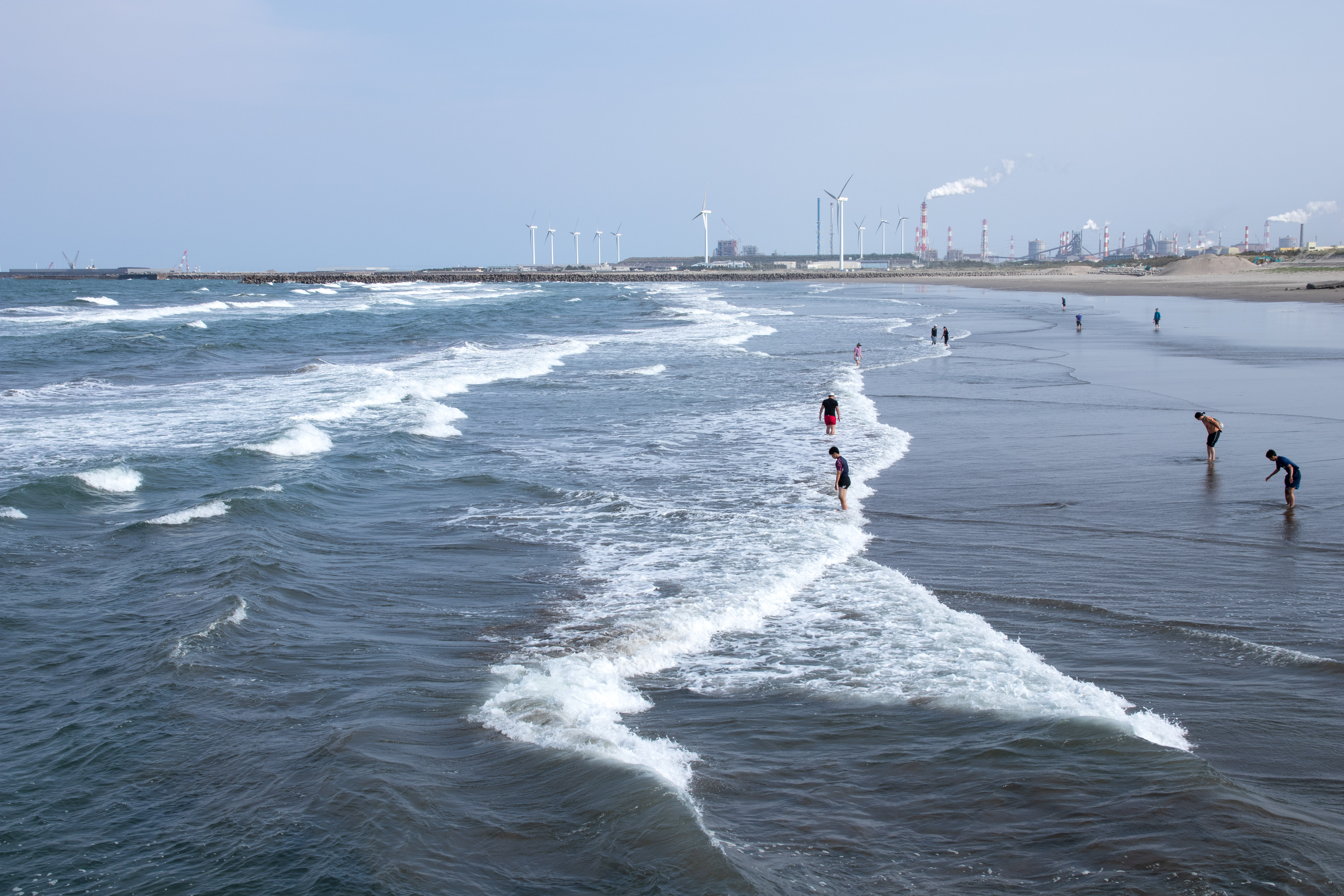
下津（おりつ）海水浴場
後方の煙突群は鹿島臨海工業地帯

茨城県の南東部、東京から110km（キロメートル）東北東に位置する。東側を太平洋（鹿島灘）、西側を北浦およびそこから外浪逆浦や常陸利根川へとつながる鰐川に挟まれ、東西の幅が10kmに満たない細長い市域をもつ。そのほとんどが鹿島台地の一部にあたり、東の海面・西の湖面標高と台地部分の標高差は大きいところで40メートルほどになる。また海岸部は鹿島砂丘の一部にあたり、台地ともども耕作に適した土地が少なかったことから長らく開発・発展が遅れた地域であった。こうした背景から後に「鹿島開発」と称した大規模工業開発が行われることとなり、前述のように鹿島臨海工業地帯が整備された。
生活圏としてはJR東日本鹿島線や東関東自動車道経由の高速バスなどで千葉県東部（香取市、成田市、銚子市など）方面および東京方面との交通が密であり、これらの地域との関係が深い一方で、県の中心である水戸市や、霞ヶ浦西岸の土浦市などとのつながりは、茨城県内の他地域と比べて弱い。
- 湖沼：霞ヶ浦（北浦）
- 港湾：鹿島港
- 海浜：鹿島灘、下津海水浴場、平井海水浴場

### 気候
| 鹿嶋（1991年 - 2020年）の気候      | 鹿嶋（1991年 - 2020年）の気候 | 鹿嶋（1991年 - 2020年）の気候 | 鹿嶋（1991年 - 2020年）の気候 | 鹿嶋（1991年 - 2020年）の気候 | 鹿嶋（1991年 - 2020年）の気候 | 鹿嶋（1991年 - 2020年）の気候 | 鹿嶋（1991年 - 2020年）の気候 | 鹿嶋（1991年 - 2020年）の気候 | 鹿嶋（1991年 - 2020年）の気候 | 鹿嶋（1991年 - 2020年）の気候 | 鹿嶋（1991年 - 2020年）の気候 | 鹿嶋（1991年 - 2020年）の気候 | 鹿嶋（1991年 - 2020年）の気候 |
| 月                                 | 1月                           | 2月                           | 3月                           | 4月                           | 5月                           | 6月                           | 7月                           | 8月                           | 9月                           | 10月                          | 11月                          | 12月                          | 年                            |
| ---------------------------------- | ----------------------------- | ----------------------------- | ----------------------------- | ----------------------------- | ----------------------------- | ----------------------------- | ----------------------------- | ----------------------------- | ----------------------------- | ----------------------------- | ----------------------------- | ----------------------------- | ----------------------------- |
| 最高気温記録 °C （°F）             | 19.3 (66.7)                   | 23.6 (74.5)                   | 24.3 (75.7)                   | 29.4 (84.9)                   | 32.9 (91.2)                   | 35.6 (96.1)                   | 36.6 (97.9)                   | 37.2 (99)                     | 36.4 (97.5)                   | 32.8 (91)                     | 27.5 (81.5)                   | 23.8 (74.8)                   | 37.2 (99)                     |
| 平均最高気温 °C （°F）             | 9.4 (48.9)                    | 9.9 (49.8)                    | 12.8 (55)                     | 17.5 (63.5)                   | 21.7 (71.1)                   | 24.2 (75.6)                   | 28.3 (82.9)                   | 29.9 (85.8)                   | 26.3 (79.3)                   | 21.3 (70.3)                   | 16.6 (61.9)                   | 11.8 (53.2)                   | 19.1 (66.4)                   |
| 日平均気温 °C （°F）               | 4.7 (40.5)                    | 5.4 (41.7)                    | 8.5 (47.3)                    | 13.1 (55.6)                   | 17.3 (63.1)                   | 20.3 (68.5)                   | 24.1 (75.4)                   | 25.6 (78.1)                   | 22.7 (72.9)                   | 17.9 (64.2)                   | 12.5 (54.5)                   | 7.2 (45)                      | 15.0 (59)                     |
| 平均最低気温 °C （°F）             | 0.3 (32.5)                    | 1.0 (33.8)                    | 4.2 (39.6)                    | 9.0 (48.2)                    | 13.6 (56.5)                   | 17.3 (63.1)                   | 21.0 (69.8)                   | 22.7 (72.9)                   | 19.9 (67.8)                   | 14.7 (58.5)                   | 8.5 (47.3)                    | 2.9 (37.2)                    | 11.3 (52.3)                   |
| 最低気温記録 °C （°F）             | −5.8 (21.6)                   | −6.0 (21.2)                   | −3.7 (25.3)                   | −0.7 (30.7)                   | 5.1 (41.2)                    | 9.8 (49.6)                    | 13.8 (56.8)                   | 15.8 (60.4)                   | 10.5 (50.9)                   | 4.7 (40.5)                    | 0.7 (33.3)                    | −3.8 (25.2)                   | −6.0 (21.2)                   |
| 降水量 mm （inch）                 | 88.2 (3.472)                  | 72.1 (2.839)                  | 129.8 (5.11)                  | 123.3 (4.854)                 | 132.7 (5.224)                 | 145.4 (5.724)                 | 134.8 (5.307)                 | 102.3 (4.028)                 | 210.9 (8.303)                 | 273.7 (10.776)                | 105.8 (4.165)                 | 66.6 (2.622)                  | 1,581.9 (62.28)               |
| 平均降水日数 （≥1.0 mm）           | 6.7                           | 7.3                           | 11.2                          | 10.7                          | 10.7                          | 11.6                          | 10.1                          | 7.3                           | 11.4                          | 11.8                          | 8.5                           | 6.7                           | 114.2                         |
| 平均月間日照時間                   | 189.5                         | 173.3                         | 176.6                         | 187.4                         | 184.2                         | 140.1                         | 165.9                         | 204.3                         | 149.5                         | 136.8                         | 145.2                         | 168.1                         | 2,020.8                       |
| 出典1：Japan Meteorological Agency |                               |                               |                               |                               |                               |                               |                               |                               |                               |                               |                               |                               |                               |
| 出典2：気象庁                      |                               |                               |                               |                               |                               |                               |                               |                               |                               |                               |                               |                               |                               |

### 隣接している自治体
- 潮来市
- 神栖市
- 行方市
- 鉾田市

## 歴史

### 年表
- 神武天皇元年（とされる） - 鹿島神宮の創建。
- 1489年（延徳元年） - 鹿島新當流創始者の塚原卜伝が鹿島の地で誕生。
- 1591年（天正19年） - 鹿島氏ら南方三十三館の国人たちが[7]、豊臣秀吉から常陸一国の朱印状を得た佐竹義宣に滅ぼされ、鹿行は全て佐竹領となる。
- 1602年（慶長7年） - 関ヶ原の戦いで敗れた西軍寄りの中立だった佐竹氏が久保田（現在の秋田県）に減転封となり、鹿島郡は里見義康に、行方郡は新庄直頼などに与えられた。
- 1614年（慶長19年） - 里見忠義が倉吉藩に減転封され、鹿島は天領（江戸幕府直轄地）や旗本知行地、守山藩（水戸藩連枝）の飛び地などに分割統治となる。
- 1868年（慶応4年）7月2日 - 安房上総県[8]の一部とされる（神向寺村全域と平井の一部など旧・守山藩領は松川藩のち改称で松川県の管轄）。
- 1871年12月25日（明治4年11月14日） - 廃藩置県により新治県に編入。
- 1875年（明治8年）5月7日 - 新治県が分割され、茨城県に編入。

#### 鹿島郡鹿島町
大野村の歴史については「大野村 (茨城県鹿島郡)」の項を参照。
- 1889年（明治22年）4月1日 - 鹿島郡宮中村、根三田村が合併、鹿島町発足。
- 1953年（昭和28年）5月18日 - 国道123号（現在の国道51号）と国道124号が制定。
- 1954年（昭和29年）9月15日 - 鹿島町が鹿島郡高松村・豊津村・豊郷村・波野村と新設合併し、改めて鹿島町が発足。
- 1961年（昭和36年） - 鹿島臨海工業地帯造成計画（マスタープラン）策定[9]
- 1969年（昭和44年） - 鹿島港開港、工場の操業が一部で始まる[9]。
- 1970年（昭和45年）8月20日 - 鹿島線（鹿島神宮駅〜香取駅間）が開業。
- 1985年（昭和60年）
  - 3月14日 - 鹿島臨海鉄道大洗鹿島線が開業。
  - 6月1日 - 新字名に神野1丁目〜4丁目（旧・宮中の一部）を設定[10]。
- 1991年（平成3年）2月14日 - 住友金属サッカー団（現・鹿島アントラーズ）のJリーグ加盟が決定。
- 1993年（平成5年）3月26日 - 茨城県立カシマサッカースタジアムが竣工。

#### 市制施行以後
- 1995年（平成7年）9月1日 - 鹿島郡鹿島町が同郡大野村を編入。鹿嶋町と改称した[11]上で同日市制施行し[12]、鹿嶋市となる。合併により市制施行したのは平成初の事例。
- 2002年（平成14年） - 2002 FIFAワールドカップをカシマサッカースタジアムにて開催。

### 行政区域変遷
- 変遷の年表

| 鹿嶋市市域の変遷（年表） | 鹿嶋市市域の変遷（年表） | 鹿嶋市市域の変遷（年表） |
| 年                       | 月日                     | 現鹿嶋市市域に関連する行政区域変遷 |
| ------------------------ | ------------------------ | --- |
| 1889年（明治22年）       | 4月1日                   | 町村制施行に伴い、以下の町村がそれぞれ発足。 - 旧鹿島町 - 鹿島町 ← 宮中村・根三田村 - 高松村 ← 佐田村・下塙村・谷原村・長栖村・粟生村・木滝村・鉢形村・平井村・泉川村 - 豊津村 ← 大船津村・爪木村 - 豊郷村 ← 田谷村・猿田村・田谷沼新田・田野辺村・沼尾村・須賀村・山野上村 - 波野村 ← 神向寺村・清水村・明石村・小宮作村・下津村 - 旧大野村 - 大同村 ← 志崎村・大小志崎村・武井村・武井釜村・津賀村・浜津賀村・和村・棚木村・荒井村・青塚村・角折村 - 中野村 ← 中村・奈良毛村・林村・小山村・荒野村 |
| 1954年（昭和29年）       | 9月15日                  | 鹿島町が高松村・豊津村・豊郷村・波野村と合併して鹿島町となる。 |
| 1955年（昭和30年）       | 3月3日                   | 大同村と中野村が合併し大野村が発足。 |
| 1995年（平成7年）        | 9月1日                   | 鹿島町が大野村を編入。 - 同日、改称・市制施行し、鹿嶋市となる。 |

- 変遷表

| 鹿嶋市市域の変遷表 | 鹿嶋市市域の変遷表 | 鹿嶋市市域の変遷表 | 鹿嶋市市域の変遷表  | 鹿嶋市市域の変遷表     | 鹿嶋市市域の変遷表             | 鹿嶋市市域の変遷表 |
| 1868年 以前        | 1868年 以前        | 明治22年 4月1日    | 明治22年 - 昭和19年 | 昭和20年 - 昭和64年    | 平成元年 - 現在                | 現在               |
| ------------------ | ------------------ | ------------------ | ------------------- | ---------------------- | ------------------------------ | ------------------ |
|                    | 宮中村             | 鹿島町             | 鹿島町              | 昭和29年9月15日 鹿島町 | 平成7年9月1日 鹿嶋市に市制改称 | 鹿嶋市             |
|                    | 根三田村           | 鹿島町             | 鹿島町              | 昭和29年9月15日 鹿島町 | 平成7年9月1日 鹿嶋市に市制改称 | 鹿嶋市             |
|                    | 佐田村             | 高松村             | 高松村              | 昭和29年9月15日 鹿島町 | 平成7年9月1日 鹿嶋市に市制改称 | 鹿嶋市             |
|                    | 下塙村             | 高松村             | 高松村              | 昭和29年9月15日 鹿島町 | 平成7年9月1日 鹿嶋市に市制改称 | 鹿嶋市             |
|                    | 谷原村             | 高松村             | 高松村              | 昭和29年9月15日 鹿島町 | 平成7年9月1日 鹿嶋市に市制改称 | 鹿嶋市             |
|                    | 長栖村             | 高松村             | 高松村              | 昭和29年9月15日 鹿島町 | 平成7年9月1日 鹿嶋市に市制改称 | 鹿嶋市             |
|                    | 国末村             | 高松村             | 高松村              | 昭和29年9月15日 鹿島町 | 平成7年9月1日 鹿嶋市に市制改称 | 鹿嶋市             |
|                    | 粟生村             | 高松村             | 高松村              | 昭和29年9月15日 鹿島町 | 平成7年9月1日 鹿嶋市に市制改称 | 鹿嶋市             |
|                    | 木滝村             | 高松村             | 高松村              | 昭和29年9月15日 鹿島町 | 平成7年9月1日 鹿嶋市に市制改称 | 鹿嶋市             |
|                    | 鉢形村             | 高松村             | 高松村              | 昭和29年9月15日 鹿島町 | 平成7年9月1日 鹿嶋市に市制改称 | 鹿嶋市             |
|                    | 平井村             | 高松村             | 高松村              | 昭和29年9月15日 鹿島町 | 平成7年9月1日 鹿嶋市に市制改称 | 鹿嶋市             |
|                    | 泉川村             | 高松村             | 高松村              | 昭和29年9月15日 鹿島町 | 平成7年9月1日 鹿嶋市に市制改称 | 鹿嶋市             |
|                    | 大船津村           | 豊津村             | 豊津村              | 昭和29年9月15日 鹿島町 | 平成7年9月1日 鹿嶋市に市制改称 | 鹿嶋市             |
|                    | 爪木村             | 豊津村             | 豊津村              | 昭和29年9月15日 鹿島町 | 平成7年9月1日 鹿嶋市に市制改称 | 鹿嶋市             |
|                    | 田谷村             | 豊郷村             | 豊郷村              | 昭和29年9月15日 鹿島町 | 平成7年9月1日 鹿嶋市に市制改称 | 鹿嶋市             |
|                    | 猿田村             | 豊郷村             | 豊郷村              | 昭和29年9月15日 鹿島町 | 平成7年9月1日 鹿嶋市に市制改称 | 鹿嶋市             |
|                    | 田谷沼新田         | 豊郷村             | 豊郷村              | 昭和29年9月15日 鹿島町 | 平成7年9月1日 鹿嶋市に市制改称 | 鹿嶋市             |
|                    | 田野辺村           | 豊郷村             | 豊郷村              | 昭和29年9月15日 鹿島町 | 平成7年9月1日 鹿嶋市に市制改称 | 鹿嶋市             |
|                    | 沼尾村             | 豊郷村             | 豊郷村              | 昭和29年9月15日 鹿島町 | 平成7年9月1日 鹿嶋市に市制改称 | 鹿嶋市             |
|                    | 須賀村             | 豊郷村             | 豊郷村              | 昭和29年9月15日 鹿島町 | 平成7年9月1日 鹿嶋市に市制改称 | 鹿嶋市             |
|                    | 山野上村           | 豊郷村             | 豊郷村              | 昭和29年9月15日 鹿島町 | 平成7年9月1日 鹿嶋市に市制改称 | 鹿嶋市             |
|                    | 田谷村             | 波野村             | 波野村              | 昭和29年9月15日 鹿島町 | 平成7年9月1日 鹿嶋市に市制改称 | 鹿嶋市             |
|                    | 猿田村             | 波野村             | 波野村              | 昭和29年9月15日 鹿島町 | 平成7年9月1日 鹿嶋市に市制改称 | 鹿嶋市             |
|                    | 田谷沼新田         | 波野村             | 波野村              | 昭和29年9月15日 鹿島町 | 平成7年9月1日 鹿嶋市に市制改称 | 鹿嶋市             |
|                    | 田野辺村           | 波野村             | 波野村              | 昭和29年9月15日 鹿島町 | 平成7年9月1日 鹿嶋市に市制改称 | 鹿嶋市             |
|                    | 沼尾村             | 波野村             | 波野村              | 昭和29年9月15日 鹿島町 | 平成7年9月1日 鹿嶋市に市制改称 | 鹿嶋市             |
|                    | 志崎村             | 大同村             | 大同村              | 昭和30年3月3日 大野村  | 平成7年9月1日 鹿島町に編入     | 鹿嶋市             |
|                    | 大小志崎村         | 大同村             | 大同村              | 昭和30年3月3日 大野村  | 平成7年9月1日 鹿島町に編入     | 鹿嶋市             |
|                    | 武井村             | 大同村             | 大同村              | 昭和30年3月3日 大野村  | 平成7年9月1日 鹿島町に編入     | 鹿嶋市             |
|                    | 武井釜村           | 大同村             | 大同村              | 昭和30年3月3日 大野村  | 平成7年9月1日 鹿島町に編入     | 鹿嶋市             |
|                    | 津賀村             | 大同村             | 大同村              | 昭和30年3月3日 大野村  | 平成7年9月1日 鹿島町に編入     | 鹿嶋市             |
|                    | 浜津賀村           | 大同村             | 大同村              | 昭和30年3月3日 大野村  | 平成7年9月1日 鹿島町に編入     | 鹿嶋市             |
|                    | 和村               | 大同村             | 大同村              | 昭和30年3月3日 大野村  | 平成7年9月1日 鹿島町に編入     | 鹿嶋市             |
|                    | 棚田村             | 大同村             | 大同村              | 昭和30年3月3日 大野村  | 平成7年9月1日 鹿島町に編入     | 鹿嶋市             |
|                    | 荒井村             | 大同村             | 大同村              | 昭和30年3月3日 大野村  | 平成7年9月1日 鹿島町に編入     | 鹿嶋市             |
|                    | 青塚村             | 大同村             | 大同村              | 昭和30年3月3日 大野村  | 平成7年9月1日 鹿島町に編入     | 鹿嶋市             |
|                    | 角折村             | 大同村             | 大同村              | 昭和30年3月3日 大野村  | 平成7年9月1日 鹿島町に編入     | 鹿嶋市             |
|                    | 中村               | 中野村             | 中野村              | 昭和30年3月3日 大野村  | 平成7年9月1日 鹿島町に編入     | 鹿嶋市             |
|                    | 奈良毛村           | 中野村             | 中野村              | 昭和30年3月3日 大野村  | 平成7年9月1日 鹿島町に編入     | 鹿嶋市             |
|                    | 林村               | 中野村             | 中野村              | 昭和30年3月3日 大野村  | 平成7年9月1日 鹿島町に編入     | 鹿嶋市             |
|                    | 小山村             | 中野村             | 中野村              | 昭和30年3月3日 大野村  | 平成7年9月1日 鹿島町に編入     | 鹿嶋市             |
|                    | 荒野村             | 中野村             | 中野村              | 昭和30年3月3日 大野村  | 平成7年9月1日 鹿島町に編入     | 鹿嶋市             |

## 行政
- 市長：田口伸一（2022年4月24日就任、1期目）

### 歴代市長
| 代    | 氏名     | 就任年月日    | 退任年月日    | 備考       |
| ----- | -------- | ------------- | ------------- | ---------- |
| 初代  | 五十里武 | 1995年9月1日  | 1998年4月23日 | 旧鹿島町長 |
| 2-5代 | 内田俊郎 | 1998年4月24日 | 2014年4月23日 |            |
| 6-7代 | 錦織孝一 | 2014年4月24日 | 2022年4月23日 |            |
| 8代   | 田口伸一 | 2022年4月24日 | 現職          |            |

### 役所
- 鹿嶋市役所 - 鹿嶋市大字平井1187-1
  - 大野出張所 - 鹿嶋市大字津賀1919-1

### 警察
- 鹿嶋警察署
  - 宮中交番、荒井駐在所、小山駐在所、津賀駐在所

### 消防
- 鹿島地方事務組合消防本部
  - 鹿嶋消防署
  - 大野消防署

### 国の行政機関
- 法務省
  - 水戸地方法務局鹿嶋支局
- 厚生労働省
  - 茨城労働局鹿嶋労働基準監督署
  - 茨城労働局常陸鹿嶋公共職業安定所（ハローワーク常陸鹿嶋）
- 国土交通省
  - 関東地方整備局鹿島港湾・空港整備事務所
  - 関東地方整備局常陸河川国道事務所鹿嶋国道出張所
- 海上保安庁
  - 第3管区海上保安本部茨城海上保安部鹿島海上保安署
- 独立行政法人
  - 情報通信研究機構鹿島宇宙技術センター

## 議会

### 議会
- 定数：20人[18]

### 衆議院
- 第50回衆議院議員総選挙
  - 選挙区：鹿嶋市、潮来市、神栖市、行方市、鉾田市、小美玉市、東茨城郡（茨城町、大洗町）
  - 任期：2024年10月27日 - 2028年10月26日
  - 当日有権者数：297,830人
  - 投票率：47.74％

| 当落 | 候補者名   | 年齢 | 所属党派     | 新旧別 | 得票数   | 重複 |
| ---- | ---------- | ---- | ------------ | ------ | -------- | ---- |
| 当   | 額賀福志郎 | 80   | 自由民主党   | 前     | 80,875票 |      |
|      | 今村敏昭   | 67   | 日本維新の会 | 新     | 24,577票 | ○    |
|      | 川井宏子   | 59   | 共産党       | 新     | 17,613票 |      |
|      | 大高伸一   | 57   | 無所属       | 新     | 13,902票 |      |

- 第49回衆議院議員総選挙
  - 選挙区：茨城2区（水戸市〈旧内原町域〉、笠間市〈旧友部町・岩間町域〉、鹿嶋市、潮来市、神栖市、行方市、鉾田市、小美玉市〈旧美野里町・小川町域〉、東茨城郡〈茨城町・大洗町〉）
  - 当日有権者数：355,390人
  - 投票率：49.80％

| 当落 | 候補者名   | 年齢 | 所属党派   | 新旧別 | 得票数    | 重複 |
| ---- | ---------- | ---- | ---------- | ------ | --------- | ---- |
| 当   | 額賀福志郎 | 77   | 自由民主党 | 前     | 110,831票 |      |
|      | 藤田幸久   | 71   | 立憲民主党 | 元     | 61,103票  | ○    |

## 経済

### 第一次産業
2020年時点では第一次産業の就業人口比率は3.0%となっている。

#### 漁業
市に面した鹿島灘では様々な海産物が獲れる。タコやヒラメなどが有名であり、特にハマグリは全国的にも知られる。

また、2019年度の漁獲量は1,422tであり、茨城県内でのシェアは0.5%となっている。

#### 農業
2018年時点での推計農業産出額は38.6億円である。
- キャベツ
- メロン
- サツマイモ
- 大根
- にんじん
- ごぼう

### 第二次産業

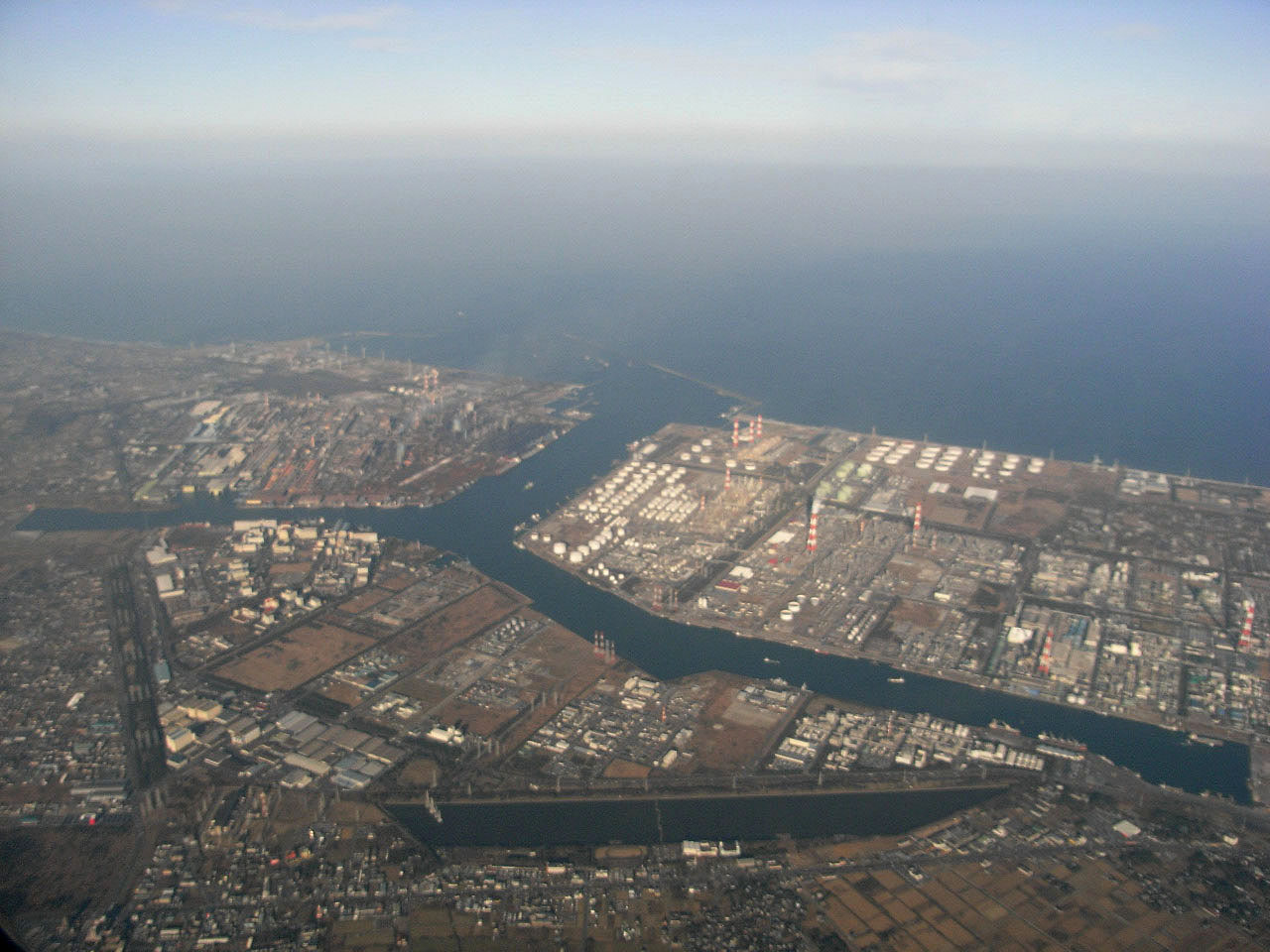
鹿島臨海工業地帯

高度経済成長期に、神栖市とともに鹿島港を中心とした鹿島臨海工業地帯が造成されて以降、工業都市として発展した。日本製鉄の企業城下町となっており、市内には日本製鉄系列の企業が数多く立地している。また、工業地帯には風力発電所や火力発電所などが置かれている。

また、2020年時点では第二次産業就業人口比率は32.6%となっている。

#### 市内に工場・事業所を置く主要企業
- 日本製鉄東日本製鉄所鹿島地区
- 日鉄鋼管
- 中央電気工業
- 日鉄ステンレス
- 日鉄スラグ製品
- エア・ウォーター
- シーケム
- 住友林業クレスト
- 鹿島共同火力
- 鹿島石油
- 日立セメント
- AGCセイミケミカル
- 東亜道路工業
- サミットウインドパワー
- 鹿島アントラーズ・エフ・シー

### 第三次産業
市の商業地域は、国道124号沿いや鹿嶋市役所前通りがある宮中地区・鉢形地区を中心に広がっている。ショッピングセンターチェリオを中心とし、家電量販店、ホームセンター、ディスカウントストア、書店、飲食店などロードサイド店舗が数多く並ぶ。

また、2020年時点では第三次産業就業人口比率は59.0%となっている。
市内にある主な商業施設
- ショッピングセンターチェリオ（イオン）
- サンポートかしま
- ヤマダデンキテックランド鹿島店
- DCMホーマック鹿嶋店
- ホームプラザナフコ 北鹿嶋店

#### 金融
- 常陽銀行 - 鹿島支店、鹿島東支店
- 筑波銀行 - 鹿嶋支店
- 水戸信用金庫 - 鹿島支店、大野支店
- 銚子信用金庫 - 鹿島支店
- 佐原信用金庫 - 鹿島支店
- 中央労働金庫 - 鹿嶋支店
- なめがたしおさい農業協同組合 - 鹿嶋支店、大野支店

## 姉妹・友好都市

### 海外
- 西帰浦市（大韓民国済州特別自治道）
  - 　2003年11月26日に締結。2002年の2002 FIFAワールドカップ開催をきっかけに交流をもつようになった。
- 塩城市（中華人民共和国江蘇省）
  - 　2002年11月8日に締結。

## 地域

### 人口
| |                                        |  |
| 鹿嶋市と全国の年齢別人口分布（2005年） | 鹿嶋市の年齢・男女別人口分布（2005年） |  |
| ■紫色 ― 鹿嶋市 ■緑色 ― 日本全国 | ■青色 ― 男性 ■赤色 ― 女性              |  |
| 鹿嶋市（に相当する地域）の人口の推移 \| 1970年（昭和45年） \| 34,700人 \| \| \| 1975年（昭和50年） \| 48,230人 \| \| \| 1980年（昭和55年） \| 51,355人 \| \| \| 1985年（昭和60年） \| 55,924人 \| \| \| 1990年（平成2年） \| 59,092人 \| \| \| 1995年（平成7年） \| 60,667人 \| \| \| 2000年（平成12年） \| 62,287人 \| \| \| 2005年（平成17年） \| 64,435人 \| \| \| 2010年（平成22年） \| 66,093人 \| \| \| 2015年（平成27年） \| 67,879人 \| \| \| 2020年（令和2年） \| 66,950人 \| \| |                                        |  |
| 総務省統計局 国勢調査より |                                        |  |
| 1970年（昭和45年） | 34,700人                               |  |
| 1975年（昭和50年） | 48,230人                               |  |
| 1980年（昭和55年） | 51,355人                               |  |
| 1985年（昭和60年） | 55,924人                               |  |
| 1990年（平成2年） | 59,092人                               |  |
| 1995年（平成7年） | 60,667人                               |  |
| 2000年（平成12年） | 62,287人                               |  |
| 2005年（平成17年） | 64,435人                               |  |
| 2010年（平成22年） | 66,093人                               |  |
| 2015年（平成27年） | 67,879人                               |  |
| 2020年（令和2年） | 66,950人                               |  |

また、2020年時点での各種人口統計は以下の通りである。なお、一部の数値は四捨五入されている。
- 人口増減率（3年前比）：0.43%減
- 出生者数：484人
- 死亡者数：691人
- 転入者数：2,510人
- 転出者数：2,425人
- 外国人人口：898人
- 労働者人口：32,243人
- 女性労働力率：45.6%
- 昼間人口：72,397人
- 昼夜間人口比率：106.66%
- 完全失業率：4.3%
- 生産年齢人口比率：57.49%
- 老年人口比率：30.08%
- 後期高齢者比率：13.50%
- 可住地人口密度：851.0人/km2
- 合計特殊出生率：1.77
- 平均年齢：46.5歳
- 男性平均寿命：79.6歳
- 女性平均寿命：86.1歳

### 町名一覧
- 粟生
- 青塚
- 明石
- 旭ケ丘
- 荒井
- 泉川
- 大船津
- 下津
- 和
- 神野
- 木滝
- 木滝佐田谷原入会
- 宮中
- 国末
- 厨
- 荒野
- 小宮作
- 小山
- 佐田
- 猿田
- 志崎
- 清水
- 下塙
- 城山
- 新浜
- 神向寺
- 須賀
- 高天原
- 武井
- 武井釜
- 棚木
- 田野辺
- 田谷
- 田谷沼
- 大小志崎
- 津賀
- 角折
- 爪木
- 中
- 長栖
- 奈良毛
- 沼尾
- 根三田
- 鉢形
- 鉢形台
- 浜津賀
- 林
- 光
- 平井
- 平井南
- 緑ヶ丘
- 港ケ丘
- 宮下
- 宮津台
- 山之上
- 谷原
- 鰐川

## スポーツ

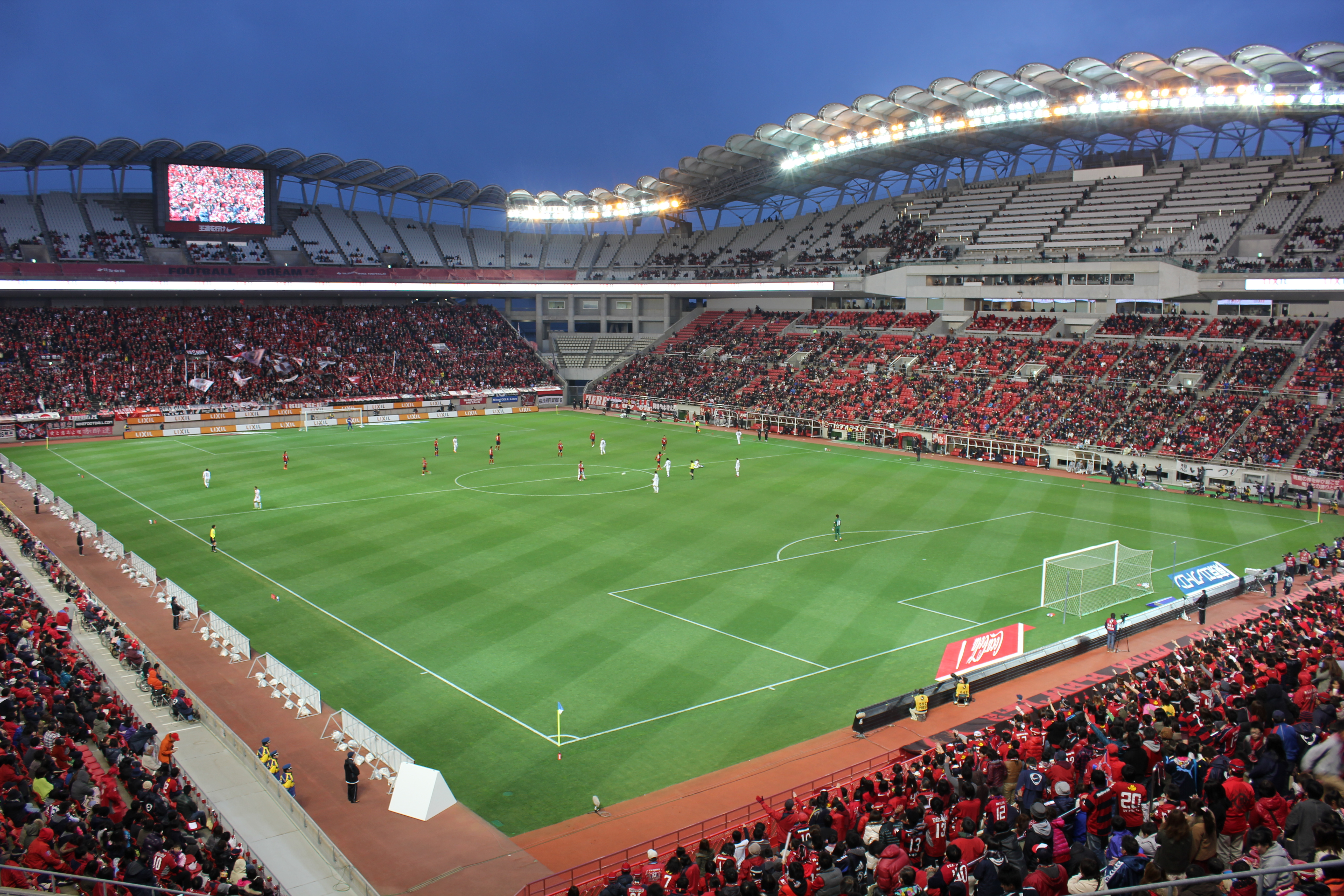
メルカリスタジアム

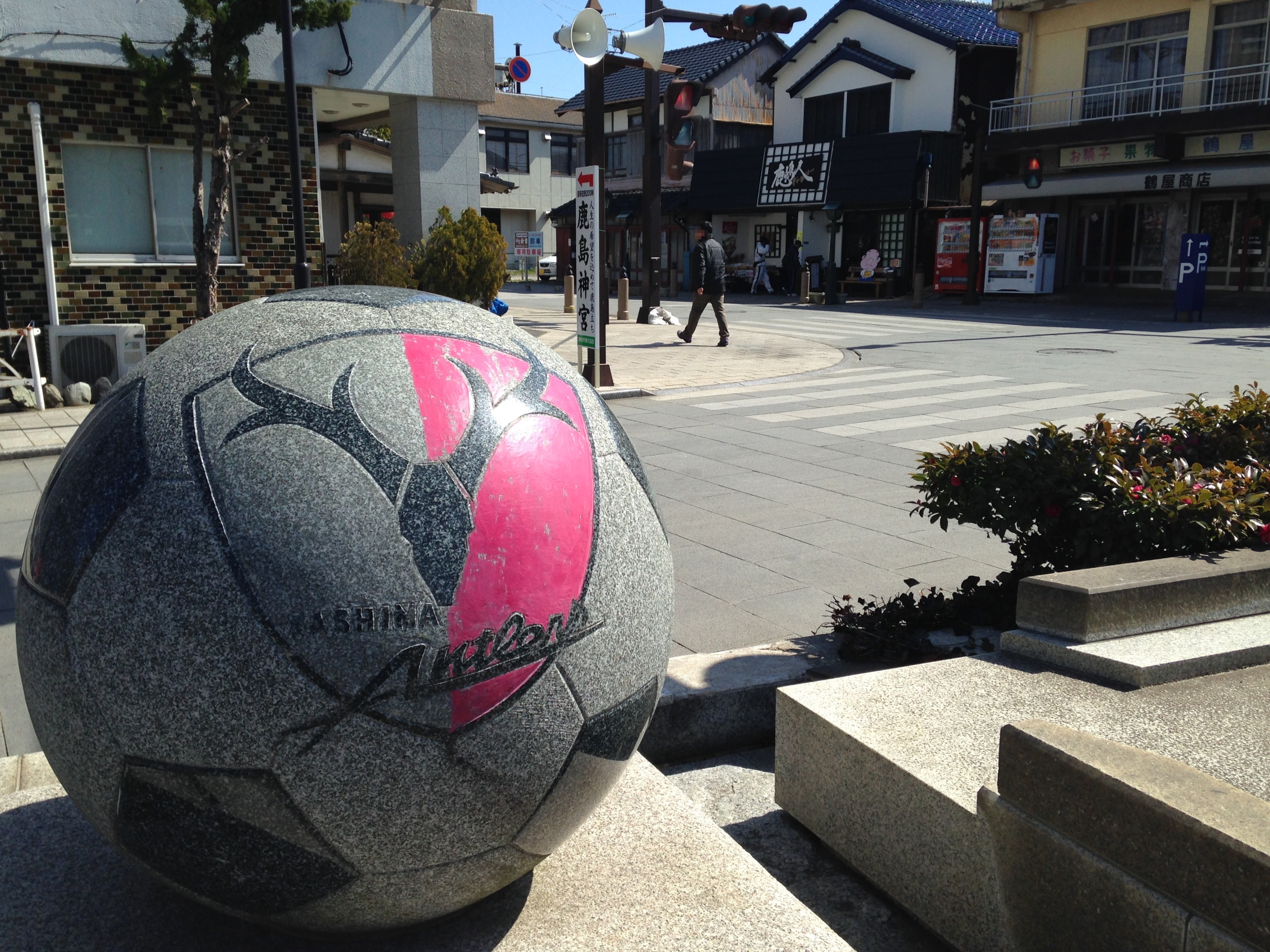
鹿島神宮参道脇にある鹿島アントラーズのモニュメント

### サッカー
鹿島アントラーズの本拠地であり、アントラーズを核に地域ぐるみでサッカーを地域おこしに活用している。Jリーグ発足以降、近年は高校サッカーにおいて、鹿島高等学校や鹿島学園高等学校などが全国高等学校サッカー選手権大会に出場（2019年度大会時点で鹿島は6回出場、鹿島学園は8回出場）するなど、鹿嶋は茨城県内サッカーの中心地になりつつあり、アントラーズには鹿島ユースチームからの生え抜きの選手も増えてきている。またアントラーズユースは鹿島学園との提携による昼型トレーニングシステム確立など、文武両面での成長を促す強化スタイルを打ち出している。2002年FIFAワールドカップの開催地にも選ばれた。
- 日本プロサッカーリーグ（Jリーグ）
  - 鹿島アントラーズ

### 野球
- 社会人野球
  - 日本製鉄鹿島硬式野球部（旧：住友金属鹿島硬式野球部）
  - 鹿島レインボーズ

### サーフィン
太平洋に面した鹿島灘には広範囲にわたり良質な波が絶え間なく打ち寄せ、高速道路による東京都心からのアクセスも良く、週末には東京都や埼玉県から大勢のサーファーが訪れる。平井海岸や下津海岸をはじめ、数々の良質なビーチブレイクが楽しめる事により水温が低くなる冬でも大勢のサーファーで賑う。近年ではJPSA（日本プロサーフィン連盟）主催の鉾田プロ（ロングボード）がトップサンテポイントにて開催されている。

### スポーツ施設
- 茨城県立カシマサッカースタジアム
- カシマスポーツセンター
- 卜伝の郷運動公園
- 高松緑地公園
- 鹿島ハイツスポーツプラザ
- 北海浜多目的球技場
- 新浜緑地公園

## 教育

### 高等学校
- 茨城県立鹿島高等学校
- 茨城県立鹿島灘高等学校
- 鹿島学園高等学校
- 清真学園高等学校

### 中学校
- 県立
  - 茨城県立鹿島高等学校附属中学校
- 市立
  - 鹿島中学校
  - 鹿野中学校
  - 平井中学校
  - 高松中学校
  - 大野中学校
- 私立
  - 清真学園中学校

### 小学校
- 市立
  - 三笠小学校
  - 鹿島小学校
  - 平井小学校
  - 高松小学校
  - 鉢形小学校
  - 波野小学校
  - 豊郷小学校
  - 豊津小学校
  - 大同東小学校
  - 大同西小学校
  - 中野東小学校
  - 中野西小学校

### 文化施設

#### 図書館
- 鹿嶋市立中央図書館
  - 大野分館

#### 博物館
- カシマサッカーミュージアム
- 鹿嶋市どきどきセンター（国の史跡「郡家跡」などの出土品を展示）

#### ホール・コミュニティセンター
- 鹿嶋勤労文化会館
- 大野ふれあいセンター
- 平井コミュニティセンター

## 交通

### 鉄道路線
中心駅：鹿島神宮駅
 東日本旅客鉄道（JR東日本）
■ 鹿島線
鹿島神宮駅 - 鹿島サッカースタジアム駅
■ 鹿島臨海鉄道
■ 大洗鹿島線
鹿島灘駅 - 鹿島大野駅 - 長者ヶ浜潮騒はまなす公園前駅 - 荒野台駅 - 鹿島サッカースタジアム駅 - 鹿島神宮駅
■ 鹿島臨港線（貨物線）
鹿島サッカースタジアム駅

### 道路
市内に高速道路はない。東関東自動車道の終点となるはずだったが、基本計画段階には行方市を経て北上するルートに変更され、潮来ICから鹿嶋市方面への計画は放棄された。
- 一般国道
  - 国道51号
    - 北方面 - 鉾田市、大洗町、水戸市、笠間
      - 水戸市塩崎町交差点より（国道245号）経由 - ひたちなか市、東海村、日立市

    - 南方面 - 潮来市、香取市、成田市、千葉市

  - 国道124号
    - 東方面 - 神栖市、銚子市
- 主要地方道
  - 茨城県道18号茨城鹿島線
- 一般県道
  - 茨城県道186号荒井行方線
  - 茨城県道192号鹿島神宮線
  - 茨城県道238号須賀北埠頭線
  - 茨城県道239号粟生木崎線
  - 茨城県道242号鉾田鹿嶋線
  - 茨城県道255号鹿島港線
  - 茨城県道・千葉県道260号谷原息栖東庄線

### 高速バス
鹿嶋市と都心方面を結ぶ高速バスは鹿島神宮駅を始発（一部はメルカリスタジアム始発）とし、鹿嶋市内、神栖市、潮来市を経由する。

鹿島神宮駅と東京駅を結ぶ「かしま号」は、都心方面への利用客や鹿島臨海工業地帯への出張客、メルカリスタジアムで開催される鹿島アントラーズの試合観戦客を中心に利用されている。時間帯により経由地が異なる（大半は、鹿島宇宙センターを経由するが、1時間に1本程度、クラブハウスを経由する便がある）。
現在、東京駅発着の高速バス路線の中では便数・利用者数が最も多いドル箱路線となっている。全路線とも、鹿島神宮駅～水郷潮来バスターミナル間の途中乗降はできない。

■…全便予約制（ただし空席があれば乗車可） ◆…交通系ICカード（Suica、PASMO）利用可
- 東京駅 ⇔ 鹿島神宮駅、メルカリスタジアム
  - かしま号◆（JRバス関東・関東鉄道・京成バス）
- 海浜幕張駅・東京ディズニーリゾート・東京テレポート駅 ⇔ 鹿島神宮駅
  - 鹿島－TDR・東京テレポート線■◆（関東鉄道）
- 羽田空港 ⇔ 鹿島神宮駅
  - 鹿島－羽田空港線◆（関東鉄道）

### 路線バス
鹿嶋市内で運行されている路線バスは、近隣の市を経由して、千葉県側の銚子駅、小見川駅、行方（麻生）方面を結ぶ路線や鹿嶋市内を循環するコミュニティバスが運行されており、全ての路線が鹿島神宮駅を経由する。
- 関東鉄道（潮来営業所・波崎車庫）
  - 海岸線・利根川線（鹿島神宮駅～銚子駅間）
  - 鹿行広域バス 「神宮あやめ白帆ライン」（チェリオ・イオン鹿嶋店 - 小山記念病院 - 道の駅いたこ - 水郷潮来バスターミナル（BT） - 潮来駅 - 牛堀 - 麻生庁舎。池田交通との受託運行）
  - 神栖市コミュニティバス 3系統（鹿島神宮駅～小見川駅）
- 池田交通
  - 鹿嶋コミュニティバス 中央線・湖岸海岸線（高松緑地公園・鹿島灘駅方面）
  - 鹿行広域バス 「神宮あやめ白帆ライン」（関東鉄道との受託運行）

### 港湾
- 鹿島港（重要港湾）

## メディア

### 常陸鹿島テレビ中継局送信設備
| デジタル中継局    | デジタル中継局 | デジタル中継局 | デジタル中継局 | デジタル中継局 | デジタル中継局 | デジタル中継局   | デジタル中継局 | デジタル中継局 |
| 放送局名          | リモコンキーID | 物理チャンネル | 空中線電力     | ERP            | 放送対象地域   | 放送区域内世帯数 | 開局年月日     |                |
| ----------------- | -------------- | -------------- | -------------- | -------------- | -------------- | ---------------- | -------------- | -------------- |
| NHK水戸総合テレビ | 1              | 20             | 3W             | 15.5W          | 茨城県         | 3万6467世帯      | 2004年12月1日  |                |
| NHK東京教育テレビ | 2              | 26             | 3W             | 15.5W          | 全国放送       | 3万6467世帯      | 2004年12月1日  |                |
| NTV日本テレビ     | 4              | 25             | 3W             | 12W            | 関東広域圏     | 3万8763世帯      | 2008年12月16日 |                |
| EXテレビ朝日      | 5              | 24             | 3W             | 12W            | 関東広域圏     | 3万8763世帯      | 2008年12月16日 |                |
| TBSテレビ         | 6              | 22             | 3W             | 12W            | 関東広域圏     | 3万8763世帯      | 2008年12月16日 |                |
| TXテレビ東京      | 7              | 23             | 3W             | 12W            | 関東広域圏     | 3万8763世帯      | 2008年12月16日 |                |
| CXフジテレビ      | 8              | 22             | 3W             | 12W            | 関東広域圏     | 3万8763世帯      | 2008年12月16日 |                |

### 放送局
- NHK水戸放送局かしま支局

### ラジオ
- FM（コミュニティ放送局）
  - エフエムかしま

### 新聞
- 読売新聞鹿嶋通信部
- 朝日新聞鹿島通信局
- 毎日新聞鹿島通信局
- 茨城新聞鹿嶋支社

## 名所・旧跡・観光スポット・祭事・催事

### 寺院・神社
- 鹿島神宮
- 法正寺

### 公園
- 鹿島城山公園
- 長者ヶ浜潮騒はまなす公園

### レジャー
- サテライトしおさい鹿島
- 鹿島港魚釣園
- 下津海水浴場
- 平井海水浴場

### 祭り・イベント
- 白馬祭（おうめさい）
- 御田植祭、流鏑馬
- 古武道演武大会・百々手式
- 祭頭祭
- 天長祭
- 式年大祭御船祭
- 提灯祭
- 桜まつり
- 鹿嶋市花火大会
- 鹿嶋まつり

## 出身有名人

### 歴史上の人物
- 鹿島則文 - 幕末から明治の尊王家、神職。鹿島神宮大宮司、伊勢神宮大宮司を歴任した。
- 塚原卜伝 - 戦国時代の剣豪。剣術「鹿島新当流」創始者。
- 中臣鎌足 - 藤原氏の祖。大和国の生まれとする説もある。

### スポーツ選手
- 青貫浩之 - ラグビー指導者
- 市川友也 - 元サッカー選手
- 小川志保 - 女子サッカー選手（なでしこリーグ 伊賀FCくノ一三重所属）
- 沖悠哉 - サッカー選手（清水エスパルス所属）
- 加藤暁彦 - 元プロ野球選手
- 加藤慎也 - 元サッカー選手
- 川島大地 - 元サッカー選手
- 佐々木竜太 - サッカー選手（南葛SC所属）
- 曽ヶ端準 - サッカー選手（鹿島アントラーズ所属）
- 根本裕一 - 元サッカー選手
- 野本泰崇 - サッカー選手（奈良クラブ所属）
- ハイパーミサヲ - 女子プロレスラー
- 矢畑智裕 - 元サッカー選手
- 和田康二 - ラグビー指導者

### 文化人・芸能人
- キタキマユ - 歌手
- 9代目三笑亭可楽 - 落語家
- 谷桃子 - グラビアアイドル
- 千ヶ崎公子 - アナウンサー
- 花柳はるみ - 女優（日本映画の女優第一号）
- 平山陽 - テレビディレクター
- 風雅なおと - 歌手
- 高橋朱里 - 元アイドル (元AKB48・元Rocket Punch)
- 松金ようこ - グラビアアイドル
- 三須亜希子 - フリーアナウンサー
- 渡辺典博 - 巨木巡礼の写真家
- 滝瀬和史 - ラジオパーソナリティ
- 田口フミヤ-フリーモノマネ芸人
- 大庭すみ花 - 女優、グラビアアイドル

## 鹿嶋市を舞台にした作品

### 映画
- 甦える大地（1971年）

### テレビドラマ
- 塚原卜伝（2011年、NHK BSプレミアム）

## 鹿嶋市にちなんだ詞
- 「鹿島立ち」：遠い旅路への出発。律令時代、鹿島周辺の民衆が、鹿島神宮で必勝祈願をしてから、大宰府のある北九州に赴いたことに由来する。
- 「鹿島の事触れ」：大きな出来事の発生を暗示すること。幸運にも凶運にも用いられる。鹿島神宮の神官が、農村に暦を配って歩いたことに由来する。